# Pelempang (Kelekar)
Pelempang is een bestuurslaag in het regentschap Muara Enim van de provincie Zuid-Sumatra, Indonesië. Pelempang telt 1415 inwoners (volkstelling 2010).